# Hippolochos (Sohn des Bellerophon)
Hippolochos (altgriechisch Ἱππολόχoς Hippolokhos) ist der Name einer Figur der griechischen Mythologie.
Er war der Sohn des Bellerophon und der Philonoë und Vater von Glaukos, dem Anführer der lykischen Streitkräfte im Trojanischen Krieg. Als dieser im Kampf auf Diomedes, den König von Argos, traf, erinnerten sie sich der alten Freundschaft zwischen ihren Großvätern Oineus und Bellerophon, woraufhin beide auf dem Schlachtfeld ihre Rüstungen tauschten.